# Blatnica
Blatnica é um município da Eslováquia, situado no distrito de Martin, na região de Žilina. Tem 86,19 km² de área e sua população em 2018 foi estimada em 953 habitantes.

## Demografia
| Ano:        | 1994 | 2004   | 2014   | 2024    |
| ----------- | ---- | ------ | ------ | ------- |
| Broj ljudi: | 856  | 875    | 911    | 1074    |
| Razlika:    |      | +2,21% | +4,11% | +17,89% |

| Ano:               | 2023 | 2024   |
| ------------------ | ---- | ------ |
| Número de pessoas: | 1081 | 1074   |
| Diferença:         |      | -0,64% |